# Congregações Reformadas
As Congregações Reformadas (CR) — em holandês: Gereformeerde Gemeenten — formam uma denominação reformada continental conservadora na Holanda, desde 1907, quando a parte restante da Igreja Reformada sob a Cruz e parte das Congregações Ledeborianas se uniram. Ambas as denominações antecessoras se separaram da Igreja Reformada Neerlandesa em 1834 e 1840, respectivamente.

## História

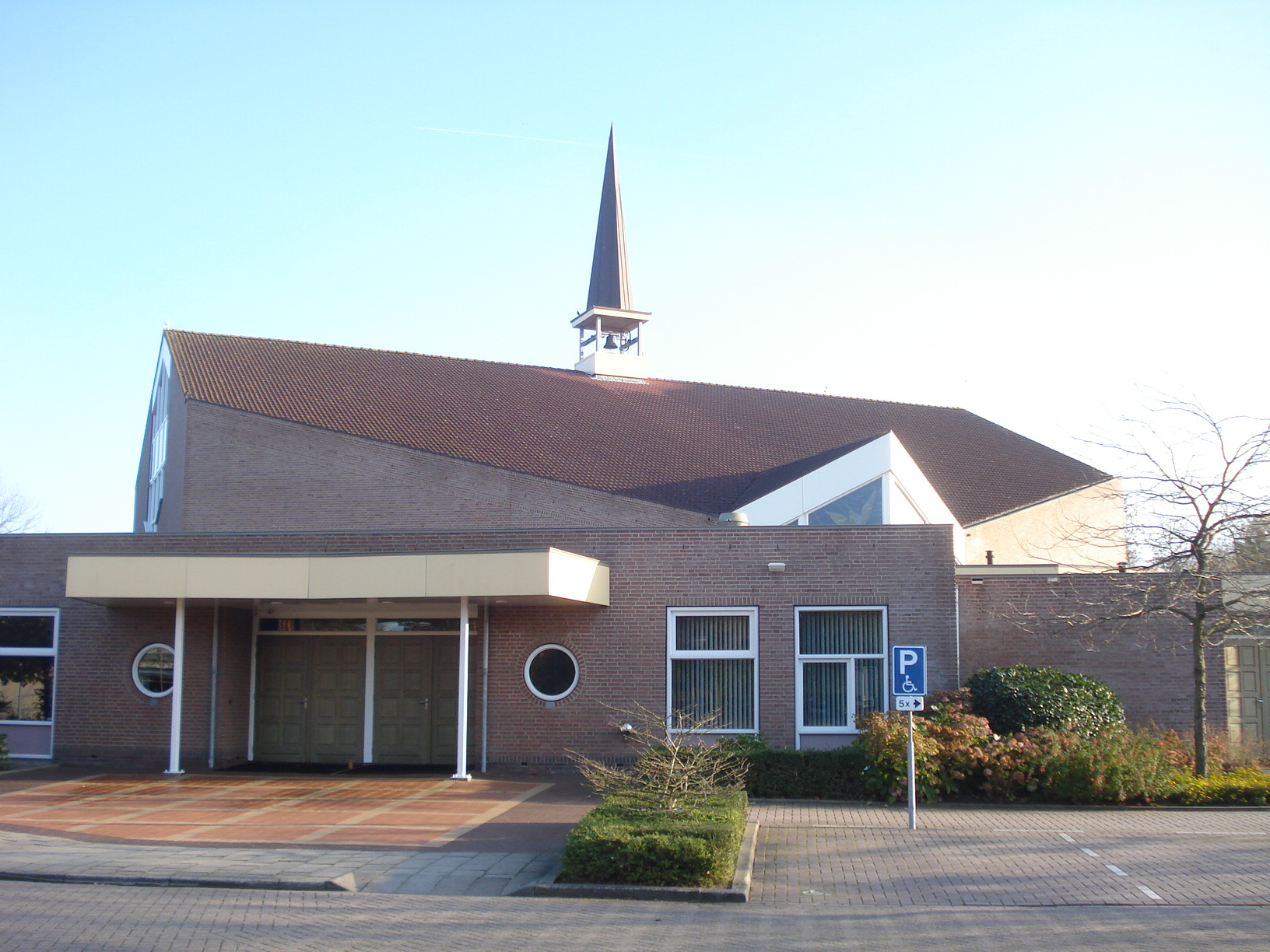
Igreja Ter Hooge, Middelburg, Zelândia, Holanda.

Em 1834, dois grupos de igrejas se separaram da Igreja Reformada Neerlandesa (IRN), acusando a denominação de ser tolerante ao liberalismo teológico e de interferência estatal na religião. Um grupo formou a Igreja Reformada sob a Cruz (IRC) (em holandêsː Gereformeerde Kerken onder het Kruis), enquanto outro formou as Congregações Cristãs Separadas (CCS). 
Em 1840, outra divisão ocorreu, com outras igrejas se separando da IRN e formando as Congregações Ledeborianas.
Em 1869, a maior parte da IRC e as CCS se uniram para formar as Igrejas Cristãs Reformadas na Holanda (ICRH).
Todavia, uma minoria da Igreja Reformada sob a Cruz recusou a fusão e se manteve independente. Esse grupo se uniu às Congregações Ledeborianas em 1907, para formar as Congregações Reformadas (CR). Desde então, a CR cresceu constantemente. 
Em 2021, a denominação tinha 107.858 membros, em 150 congregações.
Em 2024, tinha 152 igrejas e 107.015 membros.

## Doutrina
A denominação subscreve o Credo dos Apóstolos, Credo de Atanásio, Credo Niceno, Confissão Belga, o Catecismo de Heidelberg e os Cânones de Dort.